# Onoun
Onoun – miasto w Mikronezji, w stanie Chuuk. Według danych szacunkowych na rok 2012 liczyło 925 mieszkańców